# مقاطعة بوني (كانساس)
مقاطعة بوني (بالإنجليزية: Pawnee County)‏ هي إحدى المقاطعات في ولاية كانساس، الولايات المتحدة الأمريكية.